# Los Titanes (Uruguay)
Los Titanes est une station balnéaire uruguayenne du département de Canelones, rattachée à la municipalité de La Floresta.

## Localisation
La localité se situe au sud du département de Canelones, sur les rives du Rio de la Plata au niveau du kilomètre 64 de la ruta Interbalnearia. C'est l'une des stations balnéaires de la Costa de Oro, bordée par celles de San Luis à l'ouest et de La Tuna à l'est.

## Population
| Année | Population |
| ----- | ---------- |
| 1963  | 50         |
| 1975  | 61         |
| 1985  | 82         |
| 1996  | 112        |
| 2004  | 106        |
| 2011  | 153        |

,

## Source
- (es) Cet article est partiellement ou en totalité issu de l’article de Wikipédia en espagnol intitulé « Los Titanes » (voir la liste des auteurs).